# Белорусская музыка

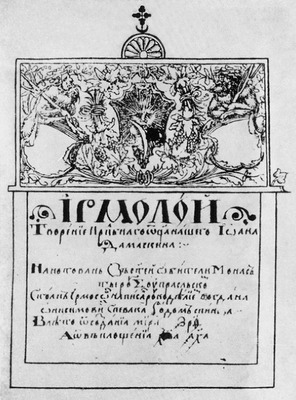
Супрасльский Ирмологион

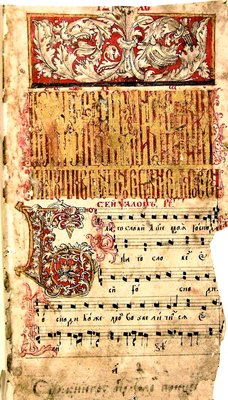
Лист из Жировицкого Ирмологиона. 1620-е гг.

Антон Абрамович — белорусский композитор, который одним из первых начал создавать национально-характерные произведения, в основе которых мелодии белорусских народных песен и танцев

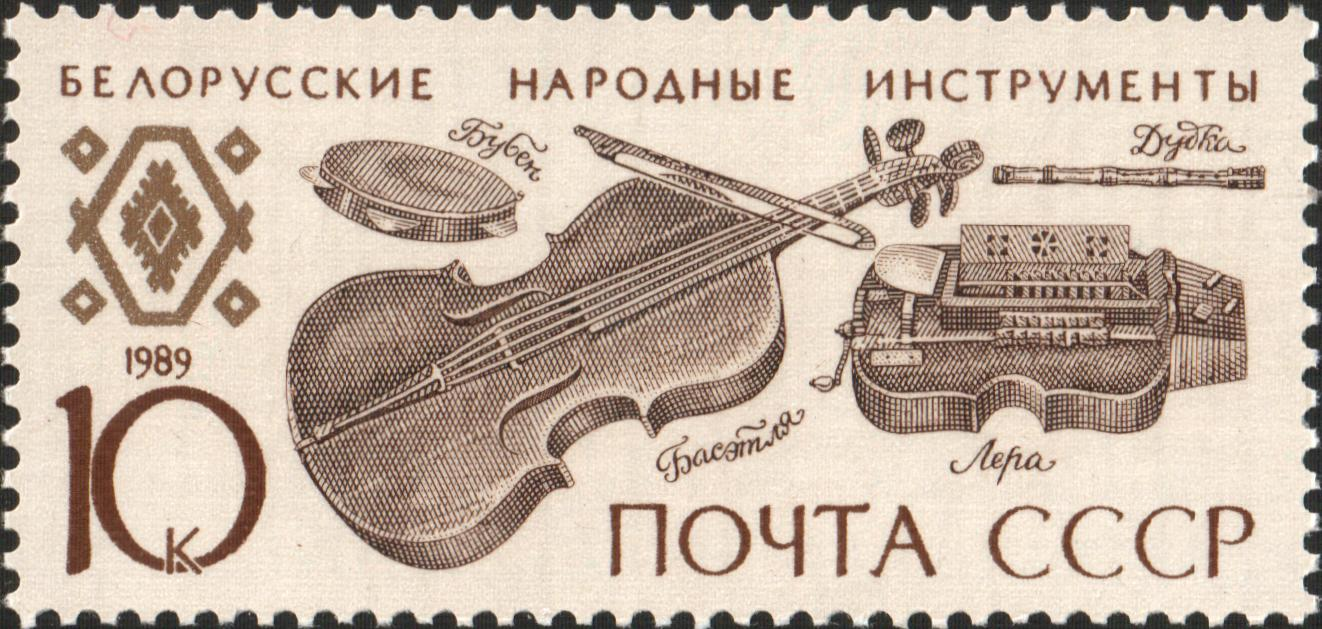
Почтовая марка СССР. Белорусские народные инструменты.

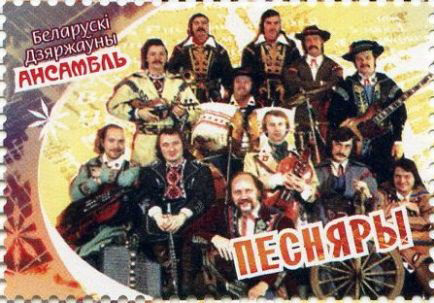
«Песняры»

Белору́сская му́зыка (бел. Беларуская музыка) — музыкальное искусство белорусского народа, выделяющееся самобытностью и национальным колоритом, охватывающее музыкальные направления от народного музыкального творчества до современной музыки.

## Народная музыка
Белорусская народная музыка берёт своё начало от древней культуры восточных славян. Особенность белорусской народной музыки — самобытный фольклор обрядных календарных (колядных, масленичных, купальских, жатвенных) и семейных (крестинных, свадебных и др.) песен.
В Древнерусском государстве, а позже в Великом княжестве Литовском, получила большое развитие церковная богослужебная музыка. В XV веке в белорусских землях формируется местный тип «знаменного распева», к XVII веку складывается партесное пение в церковной православной музыке. Белорусские музыкальные памятники той эпохи — сборники произведений «Полоцкая тетрадь» и «Куранты».
Важной сферой формирования национальной музыкальной культуры стали народные танцы и пляски. Среди народных инструментов получили распространение дуда, жалейка, гудок, лира, скрипка и цимбалы.

## Светская музыка
Светская музыка эпохи барокко, звучавшая в крупных дворянских имениях, с XVII века начала развиваться и в белорусских городах. В XVII—XVIII веках центрами светской белорусской музыкальной культуры становятся частные театры и капеллы польско-литовских магнатов Радзивиллов, Сапег, Огинских и других. Среди известных композиторов — Голланд, Ванжура и другие.
С конца XIX века начинается расцвет белорусской культуры и музыки: открываются белорусские музыкальные школы и народные консерватории, создаются театры. Во второй половине XX века начинается новая волна расцвета белорусской культуры и музыки. На белорусских мелодиях основаны сочинения известного пианиста и композитора XIX века А. И. Абрамовича.
После образования в 1919 году Белорусской ССР были основаны Государственный симфонический оркестр БССР (1927), Государственный народный оркестр БССР (1930), Белорусская государственная консерватория (1932), Театр оперы и балета БССР (1933; в 1928-1933 гг. - Белорусская студия оперы и балета), Белорусская государственная филармония (1937), Союз Советских композиторов Белоруссии (1938). В 1940 организован Белорусский ансамбль песни и танца под руководством Г. Р. Ширмы.
Музыкальное искусство Белоруссии стремилось сохранить национальные музыкальные традиции, одновременно развивая популярные в мире стили и направления. В 1970-е годы зарождается белорусская оперетта — «Павлинка», реж. Семеняко, 1973; «Нестерка», реж. Суруса, 1979 г. Развивается камерная и хоровая музыка, популярными становятся произведения композиторов А. В. Богатырёва, И. М. Лученка, Э. С. Ханка. В 1970-х годах одними из самых популярных вокально-инструментальных ансамблей СССР стали Верасы, Сябры и Песняры.
Успешно продолжают исполнять белорусские музыкальные произведения ведущие музыкальные коллективы Белоруссии: Президентский оркестр Республики Беларусь, Национальный оркестр симфонической и эстрадной музыки под управлением М.Финберга, Государственный академический симфонический оркестр, Государственная академическая хоровая капелла им. Г. Ширмы, Национальный академический народный хор Республики Беларусь им. Г. И. Цитовича, вокальная группа «Чистый голос», вокально-инструментальный ансамбль «Песняры», вокально-инструментальный ансамбль «Сябры».

## Белорусский рок
В современной белорусской музыке получила развитие поп-музыка и рок-музыка. В настоящее время популярными в Белоруссии являются группы «Brutto», «Ляпис-98», «Volski», «Крамбамбуля», «Петля Пристрастия», «Дай Дарогу!», «Akute», «Без билета», «Eihelstraat», «IOWA», «Дмитрий Потапов», «Dissonance Reason», «Nizkiz», и многие другие группы.
C 2004 года исполнители из Белоруссии участвуют в музыкальном конкурсе «Евровидение».

## Музыкальные фестивали в Белоруссии
Ежегодно в Белоруссии проводятся более 30 международных, республиканских и региональных музыкальных фестивалей: «Белорусская музыкальная осень», «Минская весна», Международный музыкальный фестиваль «Золотой шлягер», джазовый фестиваль, фестивали камерной музыки «Музы Несвижа», фестиваль старинной и современной музыки в Полоцке и другие. Самым известным белорусским музыкальным фестивалем является «Славянский Базар в Витебске».